# 里普基 (博霍杜希夫區)
50°3′31″N 35°46′24″E / 50.05861°N 35.77333°E
里普基（烏克蘭語：Ріпки）是位於烏克蘭東部的村莊，由哈爾科夫州博霍杜希夫區的博霍杜希夫市鎮負責管轄。該村始建於1646年，面積1.35平方公里，海拔高度168米，2001年人口120，人口密度每平方公里89人。